# 야니스 파욱슈텔로
야니스 파욱슈텔로(라트비아어: Jānis Paukštello, 러시아어: Я́нис Па́укштелло 야니스 파욱시텔로[*], 1951년 3월 26일 ~ )는 라트비아의 배우이다.